# Gottes treuer Diener: Barla
Gottes treuer Diener: Barla (türkischer Originaltitel: Allah'ın Sadık Kulu Barla) ist ein Animationsfilm der türkischen Regisseurin Esin Orhan, der am 15. Dezember 2011 in die deutschen Kinos kam. Der Kinostart in der Türkei war am 4. November 2011.

## Handlung
Der Film handelt vom Leben des muslimischen Gelehrten Said Nursî. Er spielt in Nursis Zeit im Dorf Barla in der Provinz Isparta, in dem er einen Teil seines Koran-Kommentars Risale-i Nur geschrieben hat. Sein Leben wird aus der Perspektive eines fiktiven Jungen namens Mustafa erzählt. Der Zeitraum reicht von 1927 bis 1934. Er zeigt, was passierte, als Nursi beschloss, Religion zu unterrichten.

## Produktion
Motion-Capturing wurde verwendet, um den Film zu animieren. Die Bewegungen der Schauspieler wurden digitalisiert, indem ein Gerät während der Bewegung mit den Körpern der Schauspieler verbunden war. Eine Gruppe von Mitarbeitern, die zum Teil von Samanyolu TV kamen, half bei der Produktion des Films. Es ist der erste Animationsfilm der Türkei, der sowohl in voller Länge als auch in 3D mit Motion-Capture animiert ist.
Die Regisseurin wollte, dass der Film Kinder anspricht. Sie ist der Meinung, dass die Geschichte leichter durch Animation als durch Live-Action dargestellt werden kann. Es ist ihr erster Film.

## Veröffentlichung
Die Filmmusik wurde von Cengiz Onural und Bora Ebeoglu komponiert und vom Budapester Sinfonieorchester eingespielt. Die Fertigstellung der Produktion dauerte über drei Jahre. Allah'ın Sadık Kulu Barla wurde in 303 Kinos der Türkei gezeigt. Der Film ist bisher (2021) nicht synchronisiert worden und wurde außer in der Türkei auch in einigen wenigen deutschen und französischen Kinos in der Originalfassung gezeigt.

## Synchronisation
| Rolle             | Originalsprecher |
| ----------------- | ---------------- |
| Said Nursi        | Enver Seyitoğlu  |
| Şamlı Hafız Tefık | Faruk Üstün      |
| Santral Sabri     | Sahin Çelik      |
| Hafız Ali         | Engin Yüksel     |
| Hulusi Abi        | Şener Savaş      |

## Kritiken
„Der Film verklärt den religiösen Lehrer zur pathetisch überhöhten Lichtgestalt und pervertiert seine friedfertige Auslegung des Koran zum Gut-Böse-Schema, das „wahren Glauben“ gegen moderne Weltlichkeit ausspielt und unterschwellig einen „Gottesstaat“ rechtfertigt.“